# NGC 228
NGC 228 (ook wel PGC 2563, UGC 458, MCG 4-2-48, ZWG 479.62 of IRAS00401+2313) is een balkspiraalstelsel in het sterrenbeeld Andromeda. NGC 228 staat op ongeveer 350 miljoen lichtjaar van de Aarde.
NGC 228 werd op 10 oktober 1879 ontdekt door de Franse astronoom Édouard Jean-Marie Stephan.